# Рамзи, Мурат
Мурат Рамзи (тат. Морат Рәмзи; 10 октября 1854 — 2 апреля 1934) — выдающийся исламский ученый татарского происхождения, религиозный деятель, историк, автор двухтомного исторического произведения «Тальфик аль-ахбар», посвящённого истории тюрков, проживавших в царской России. Делегат 2-го Всероссийского съезда мусульман. Являлся одним из самых видных историков татарского народа своего времени.

## Биография
Мурат Рамзи, родился 10 октября 1854 года (по другим данным, 25 декабря 1855 года) в деревне Альметмуллино Байларской волости Мензелинского уезда Оренбургской губернии (ныне село Альметьево Сармановского района Республики Татарстан).
По мнению башкирского историка по происхождению является башкиром из племени байлар. Согласно метрическим записям, отец Батыршах являлся башкиром-земледельцем. Мать Фахри-Джихан происходила из башкир деревни Нуркей и являлась дальней родственницей Ризаитдина Фахретдинова.
В воспоминаниях Мурата утверждается, что их род восходит к Бикчура-хану, правившему территориями у Аральского моря. В 1552 году во главе войска он отправился в Казань, чтобы «спасти её от захватчиков». Разбив лагерь в «окрестностях селения Чаллы», войско начало готовиться к атаке, однако внезапно Бикчуру настигает смерть. В итоге одна часть войска возвращается обратно, другая же размещается в «окрестностях Минзаля и Чаллы».
Мальчик рос любознательным. В девять лет он хорошо знал арабскую грамматику, в одиннадцать лет стал изучать калам. Дядя Мурата, понимая, что мальчику надо продолжать образование, порекомендовал его родителям отправить мальчика учиться в Казань, в медресе Шигабутдина Марджани, которому он послал рекомендательные письма.
Родители были не возражали и отправили сына учиться дальше. Таким образом, в 1869 году, после окончания сельского медресе Мухаммад-Мурад отправился в Казань на учёбу в медресе шейха Шигабутдина Марджани. Однако здесь он не задержался надолго и через полтора года переехал учиться в г. Троицк Челябинской губернии.
Учился он дальше в медресе третьей городской мечети в городе Троицке. Во время учёбы проявил интерес к суфийским познаниям. В 1872 году он оставил и Троицк. Около полутора лет М. Рамзи работал учителем у казахов в их селениях, был в Ташкенте, из Ташкента в 1874 году уезжает в Бухару. Год спустя, неудовлетворённый уровнем преподавания, а также заболев, он снова вернулся в казахские улусы. В течение трёх месяцев опять занимался преподаванием. В 1875 году Мурад Рамзи вернулся в Ташкент, где принял решение путешествовать в Турцию, Египет и Хиджаз. Присоединившись к каравану со своими земляками Мурад прошёл через Самарканд, Керки (Туркменистан) и Мазар-и Шариф, Кабул, оттуда через Джалалабад, Пешавар и Хайдарабад прибыл в Бомбей. Там паломники задержались на 3 месяца, затем пароходом в начале 1876 года прибыли в Джидду.
В Саудовской Аравии Рамзи задержался для продолжения образования. Он посещал занятия в медресе «Амин-ага», «Аш-Шифа», «аль-Махмудийя». В г. Мекка вступил в братство Накшбандийя. В Медине жил четыре года. Не теряя времени зря, он продолжал изучать арабский язык, изучал хадисы, тафсир, акыду, фикх, тасаввуф, выучил наизусть весь Коран. В Медине Рамзи стал последователем накшбандийской ветви суфизма, а впоследствии и шейхом. В этой области он добился больших успехов. Когда его наставник умер, то по согласно завещанию Мухаммада-Мурада, его ученики избрали Рамзи «халифе» («заместителем») своего учителя. За 36 лет, проведённых в Аравии, он занимался переводами богословской литературы на арабский язык.
Весной 1894 года Рамзи прибыл в г. Бухару. Путешествуя, он в течение нескольких лет он занимался составлением своего знаменитого исторического труда «Тальфик аль-ахбар», несколько раз посещал Россию для сбора материалов, необходимых для его завершения.
В 1895 году Рамзи женился на Асме Джадид. В браке было 9 детей. В 1914 году приехал с семьёй в Россию. Его жена, Асма-ханум с детьми уехала к себе на родину в Тетюши (ныне Тетюшский р-н Татарстана), а Мурад Рамзи со старшим сыном направился в Туркестан. В это время началась Первая мировая война. Так как Мурад-бей был турецким подданным, а Турция выступала на стороне Центральных держав, то все турки автоматически превращались в персон «нон грата» и должны были немедленно покинуть территорию страны. М. Рамзи пришлось скрываться под вымышленным именем. Все же Рамзи попадает в руки полиции. Его этапом в арестантском поезде доставляют в Уфу, чтобы затем переправить в Сибирь. Друзья М. Рамзи хлопочут об его освобождении и им удаётся добиться разрешения Рамзи выехать к семье в Оренбургскую губернию, чтобы жить там под надзором полиции до окончания войны.
После февральской революции 1917 года, в июле 1917 года, Мурад Рамзи участвовал в качестве делегата в работе Всероссийского съезда мусульманского духовенства, который состоялся в Казани. Весной 1919 года он приехал в Уфу, а оттуда через Семипалатинск — в город Чугучак, на территорию Синьзяна (Китай). Город Чугучак (ныне г. Тачэн, Синьцзян-Уйгурского автономного района КНР) в то время был одним из центров исламской культуры в Восточном Туркестане. Местные мусульмане пригласили его на должность имама и мударриса. Они собрали средства и купили для него дом, куда Мурад Рамзи и приехал в Чугучаке. Там он жил вплоть до своей кончины. Умер Мурад Рамзи 2 апреля 1934 года в возрасте 80 лет. Ахмет-Заки Валиди считает, что он умер годом позже — 5 октября 1935 года.

## Творчество
Область интересов шейха Рамзи — история российских тюрков и ислама в Поволжье, на Урале и в Западной Сибири. За свою жизнь Мурад Рамзи написал и опубликовал около 15 научных трудов, а также множество статей и стихотворных произведений.
Его перу принадлежат труды, посвящённые различным богословским вопросам, книги по арабской грамматике, комментарии к Корану, тюркский перевод Корана. В своих взглядах он был последовательным кадимистом. Он подвергал критике таких реформаторов как Муса Бигеев и других его сторонников. Много места он уделил критике в своей книге «Мушаи‘а хизбу-р-рахман ва мудафа‘а хизбу-ш-шайтан» («О приверженцах партии „ар-Рахмана“ и защитниках партии шайтана». Оренбург, 1912).
Наибольшую известность Рамзи принёс двухтомный исторический труд «Талфик ал-ахбар ва талких ал-асар фи вакаи‘ Казан ва Булгар ва мулюк ат-татар» («Собрание сведений из прошлых событий Казани, Булгара и татарских царей». Оренбург, 1908),
Свою книгу «Тальфик аль-ахбар» М. Рамзи начал составлять в 1892 году и закончил в 1907 г. В 1908 году, при финансовой поддержке шейха Зайнуллы Расулева аш-Шарифи, видного  суфия и ректора мусульманского медресе «Расулийя» города Троицка, эта книга была издана в Оренбурге. Книга «Тальфик аль-ахбар» посвящёна истории тюрков, проживавших в царской России, и исламу. Отдельный раздел книги посвящён описанию биографий видных суфийских шейхов Поволжья, Урала и Северного Кавказа и духовных наставников-муршидов.
В своём творчестве Рамзи использовал разные псевдонимы: он называл себя Мухаммад-Мурад Рамзи, иногда Шейх Мухаммад-Мурад или Шейх Мухаммед-Мурад аль-Казани, аль-Мензелеви, аль-Булгари, аль-Макки, порой Мухаммад Мурад, Мурад или Шейх Мурад, в детские годы его называли Мерданшах, а в своих работах использовал имена: Туги, Анделиб, Абу аль-Хасан, Акмаль или М. М. Р. Поскольку учёный долгое время жил в Хиджазе, отсюда произошла имя (нисба) «аль-Макки».

## Труды
- Тәлфик әл-әхбәр вә тәлких әл-асар фи вәкаиг, Казан вә Болгар вә мөлүк әт-татар.(«Собрание сведений из прошлых событий Казани, Булгара и татарских царей». Оренбург, 1908.). (ар.)
- Нафаʼис ас-салихат фи тазйил ал-бакийат ас-салихат // Шу‘айб б. Идрис ал-Багини. Табакат ал-Хваджакан ан-Накшбандийа вас адат ал-маша̓ их ал-Халидийа ал-Махмудийа. — Дамаск: Дар ан-нуʻман ал-ʻулум, 1999. — 256—347. (ар.)
- Тәлфик әл-әхбәр вә тәлких әл-асар фи вәкаиг, Казан вә Болгар вә мөлүк әт-татар. — Бейрут, 2002. (ар.)